# Lepicolea scolopendra
Lepicolea scolopendra är en bladmossart som först beskrevs av William Jackson Hooker, och fick sitt nu gällande namn av Barthélemy Charles Joseph Dumortier och Vittore Benedetto Antonio Trevisan de Saint-Léon. Lepicolea scolopendra ingår i släktet Lepicolea och familjen Lepicoleaceae. Inga underarter finns listade i Catalogue of Life.